# Чернозубов (Орловский район)
Чернозубов — хутор в Орловском районе Ростовской области.
Входит в состав Камышевского сельского поселения.

## География
На хуторе имеется одна улица — Национальная.

## Население
| 2010 |
| ---- |
| 84   |

## Достопримечательности
Территория Ростовской области была заселена ещё в эпоху неолита. Люди, живущие на древних стоянках и поселениях у рек, занимались в основном собирательством и рыболовством. Степь для скотоводов всех времён была бескрайним пастбищем для домашнего рогатого скота. От тех времен осталось множество курганов с захоронениями жителей этих мест. Курганы и курганные группы находятся на государственной охране.
Поблизости от территории хутора Чернозубова Орловского района расположено несколько достопримечательностей — памятников археологии. Они охраняются в соответствии с Федеральным законом от 25.06.2002 N 73-ФЗ «Об объектах культурного наследия (памятниках истории и культуры) народов Российской Федерации», Областным законом от 22.10.2004 N 178-ЗС «Об объектах культурного наследия (памятниках истории и культуры) в Ростовской области», Постановлением Главы администрации РО от 21.02.97 N 51 о принятии на государственную охрану памятников истории и культуры Ростовской области и мерах по их охране и др.
- Курганная группа «Чернозубовский I» (2 кургана). Находится на расстоянии около 3,2 км к востоку от хутора Чернозубова.
- Курган «Чернозубовский II». Находится на расстоянии около 0,5 км к юго-западу от хутора Чернозубова.
- Курган «Чернозубовский III». Находится на расстоянии около 0,8 км к югу от хутора Чернозубова.[3]